# 말괄량이 길들이기 (1989년 드라마)
《말괄량이 길들이기》는 1989년 3월 12일에 MBC TV에서 방영되었던 베스트셀러극장이다.
세 여대생의 사랑을 제1화 〈미스터 람보〉, 제2화 〈쌍쌍파티〉, 제3화 〈침착하세요, 아빠〉 등의 옴니버스 형식으로 엮었다.

## 줄거리
제1화 〈미스터 람보〉에서는 문학가 지망생인 애인 랭보를 버리고 고액 연봉을 받는 프로야구선수 람보하고 결혼한 여대생의 이야기를 그린 작품이다.
제2화 〈쌍쌍파티〉는 50대 남자와 연애하는 자존심 강한 여대생의 생활상을 그린 작품이다.
제3화 〈침착하세요〉는 고속버스에서 만난 뜨내기 남자를 사랑하게 된 여대생의 이야기를 그린 작품이다.

## 출연
| 제1화 - 미스터 람보 - 신혜수 - 홍학표 - 김명수 - 정혜승 - 채유미 - 김영석 - 추귀정 - 박소현 | 제2화 - 쌍쌍파티 - 박혜란 - 홍계일 - 최병학 - 정명환 - 정은숙 - 이영자 - 이영범 - 김응석 - 이경아 - 김영선 - 김숙희 - 임정준 - 장병우 | 제3화 - 침착하세요 아빠! - 윤예희 - 최불암 - 박찬환 - 이미진 - 김흥수 - 문창근 |